# Greatest Hits 1988 - 1995
Greatest Hits 1988 - 1995 es uno de los primeros álbumes recopilatorios de la cantante irlandesa Enya. Se publicó a partir de finales de 1995 pero su comercialización se hizo oficial a mediados de 1996 en adelante. Reúne los temas más destacados de sus álbumes de estudio de Enya, estos son Watermark, Shepherd Moons, The Celts y The Memory of Trees; álbum estrenado recientemente.

## Lista de temas
1. Orinoco Flow
2. Watermark
3. Evening Falls...
4. Exile
5. River
6. Cursum Perficio
7. Shepherd Moons
8. Book of Days
9. Caribbean Blue
10. Angeles
11. How Can I Keep from Singing?
12. Evacuee
13. Anywhere Is
14. Ebudæ
15. The Celts
16. March Of The Celts
17. Fairytale
18. Athair Ar Neamh
19. I Want Tomorrow
20. Once You Had Gold
21. Tea-House Moon